# Jon Magunazelaia
Jon Magunazelaia Argoitia, né le 13 juillet 2001 à Eibar, est un footballeur espagnol qui évolue au poste de milieu offensif au Córdoba CF, en prêt de la Real Sociedad.

## Biographie

### Carrière en club
Né à Eibar en Espagne, Jon Magunazelaia est formé par la Real Sociedad, où il commence sa carrière professionnelle en championnat d'Espagne. Il joue son premier match avec l'équipe première du club le 27 octobre 2022 en Europa League,,.
Le 12 décembre 2023, il joue son premier match de Ligue des champions.

## Statistiques
Le tableau ci-dessous retrace la carrière de Jon Magunazelaia depuis ses débuts :

### Statistiques détaillées
| Saison                | Club                  | Championnat           | Championnat | Championnat | Coupe(s) nationale(s) | Coupe(s) nationale(s) | Compétition(s) continentale(s) | Compétition(s) continentale(s) | Compétition(s) continentale(s) | Total | Total |
| Saison                | Club                  | Division              | M.          | B.          | M.                    | B.                    | Comp.                          | M.                             | B.                             | M.    | B.    |
| 2022-2023             | Real Sociedad         | Liga                  | 2           | 0           | 1                     | 0                     | C3                             | 2                              | 0                              | 5     | 0     |
| 2023-2024             | Real Sociedad         | Liga                  | 3           | 0           | 5                     | 0                     | C1                             | 1                              | 0                              | 9     | 0     |
| Total sur la carrière | Total sur la carrière | Total sur la carrière | 5           | 0           | 6                     | 0                     | -                              | 3                              | 0                              | 14    | 0     |